# Helicsa

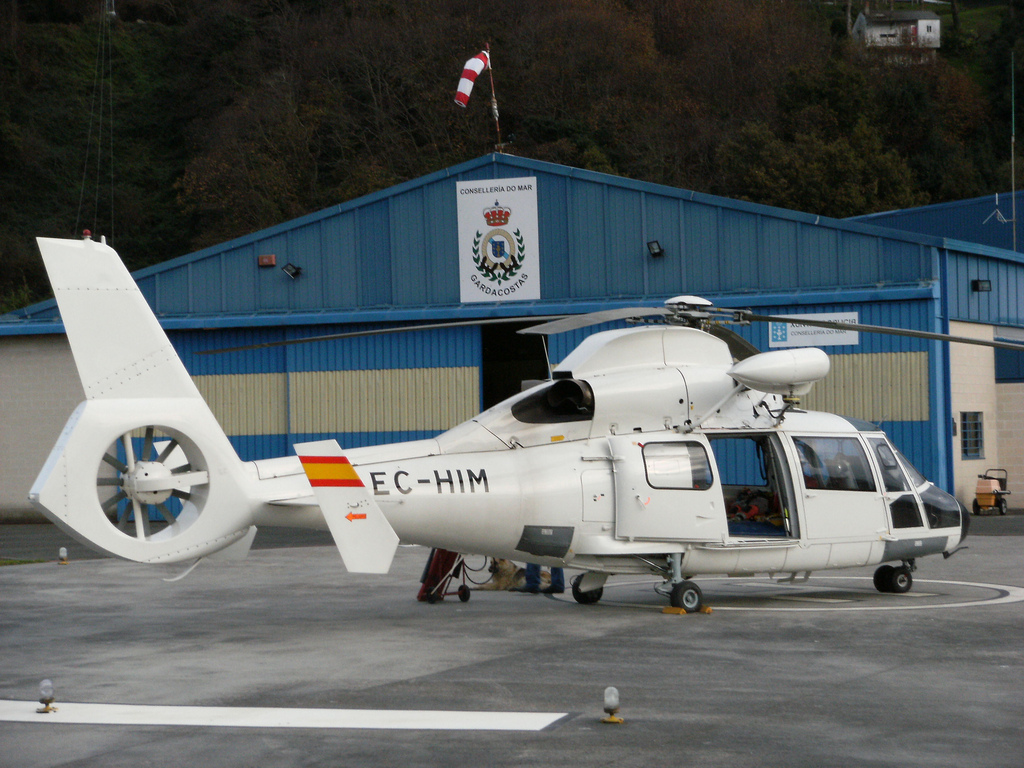
Eurocopter Dauphin de Helicsa en el Helipuerto Costa Norte, Vivero. Opera para Salvamento Marítimo.

HELICSA HELICÓPTEROS, S.A. (HELICSA), fundada en 1965, es el operador de helicópteros con más antigüedad en España. Comenzó su actividad prestando servicios agrícolas de fumigación aérea hasta que en 1972 comenzó a prestar servicios de asistencia a plataformas petrolíferas en España. En el año 1991 fue pionera en la puesta en marcha para el Ministerio de Fomento, del servicio de Salvamento Marítimo.Para el desarrollo de todas estas actividades, HELICSA cuenta con un equipo humano altamente cualificado y experimentado integrado por unas 250 personas estables, además de unos 60 trabajadores médicos subcontratados y de una plantilla antiincendios que en verano puede llegar a alcanzar los 70 empleados, posee una flota de 45 helicópteros en temporada normal y unos 65-70 en verano y dispone de unas instalaciones divididas entre unas oficinas centrales situadas en Madrid, un gran centro de mantenimiento y operaciones con una superficie de 100.000 m² ubicado en Aeródromo de Muchamiel  Alicante y 25 bases repartidas por toda la geografía nacional.
Actualmente HELICSA forma parte del Grupo Avincis, desde la que se prestan servicios como Salvamento y Rescate Marítimo, Vigilancia Aduanera y Pesquera y Asistencia a Plataformas Petrolíferas.